# Воложинский, Андрей Ольгертович
Андрей Ольгертович Воложинский (род. 4 июня 1960, Таллин, Эстонская ССР, СССР) — российский военачальник. Начальник Главного штаба ВМФ — первый заместитель Главнокомандующего ВМФ России (2016—2019). Вице-адмирал (12.06.2013).
Из-за поддержки нарушения территориальной целостности Украины во время российско-украинской войны находится под персональными международными санкциями Великобритании, Канады, Украины.

## Биография
Родился 4 июня 1960 года в Таллине. Окончил Ленинградское Нахимовское военно-морское училище (1975—1977), Высшее военно-морское училище имени М. В. Фрунзе (1977—1982), Высшие специальные офицерские классы ВМФ (1991—1992), Военно-морскую академию имени Адмирала Флота Советского Союза Н. Г. Кузнецова с отличием (1999—2001), Военную академию Генерального штаба Вооружённых Сил (2007—2009).
В Военно-морском флоте СССР с 1977 года. Проходил службу на атомных ракетных подводных крейсерах стратегического назначения Северного флота инженером, командиром электронавигационной группы и штурманской боевой части, помощником командира корабля. С 1992 года — старший помощник командира корабля, в 1995—1999 годах командовал атомным ракетным подводным крейсером стратегического назначения К-496 «Борисоглебск».
Затем службу проходил начальником штаба (07.2001—12.2002) и командиром (12.2002—11.2005) 31-й дивизии подводных лодок, начальником штаба (11.2005—08.2007) и командиром (08.2009—02.2010) 12-й эскадры подводных лодок. Контр-адмирал (22.02.2004).
С февраля по июль 2010 года временно исполнял должность командующего Подводными силами Северного флота.
9 июля 2010 года назначен на должность начальника штаба Северного флота. С 30 марта до 24 июня 2011 года временно исполнял обязанности командующего Северным флотом.
В сентябре 2012 — декабре 2015 года — заместитель начальника Главного оперативного управления Генерального штаба Вооружённых Сил Российской Федерации.
С 23 декабря 2015 по декабрь 2019 года — начальник Главного штаба ВМФ — первый заместитель Главнокомандующего ВМФ.
Указом Президента Российской Федерации в 2019 году уволен в запас по достижении предельного возраста пребывания на военной службе.
Участник дальних походов на ракетных подводных крейсерах и надводных кораблях.

## Международные санкции
Из-за нарушения территориальной целостности и независимости Украины во время российско-украинской войны находится под персональными международными санкциями разных стран.
14 марта 2022 года Воложинский внесён в санкционный список Канады «близких соратников режима» за «содействие и поддержку выбора президента Путина вторгнуться в мирную и суверенную страну».
С 21 апреля 2022 года находится под санкциями Великобритании. Указом президента Украины Владимира Зеленского с 19 октября 2022 года находится под санкциями Украины.

## Награды
Награждён орденами «За заслуги перед Отечеством» IV степени (22.12.2006), «За военные заслуги» (2009), «За морские заслуги», многочисленными медалями.